# Tasha Tilberg
Tasha Tilberg (26 de agosto de 1979) es una modelo canadiense.

## Modelaje

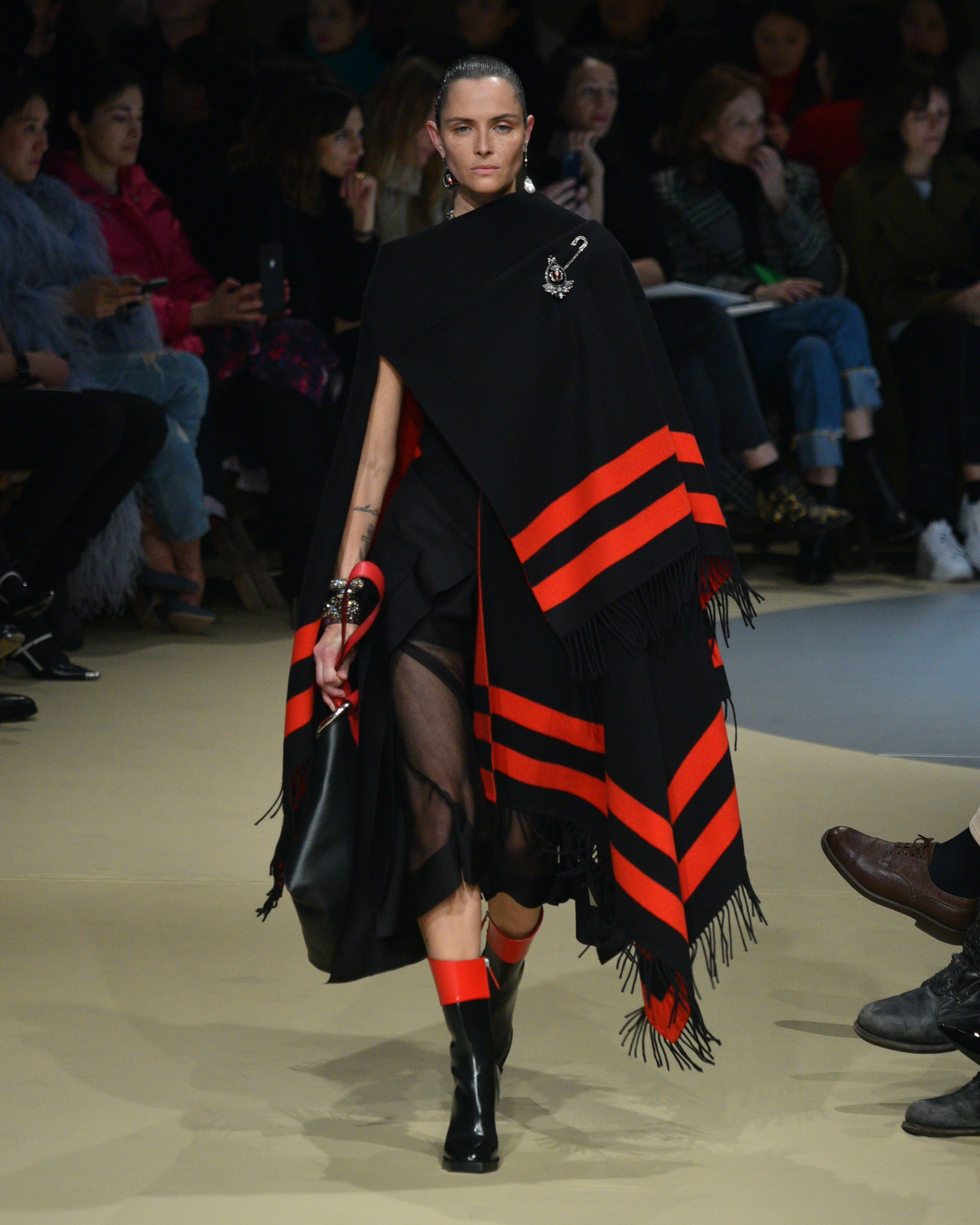
La modelo canadiense Tasha Tilberg en la pasarela de Alexander McQueen Otoño -Invierno, en 2018.

Tilberg ha aparecido en anuncios de Alberta Ferretti, Bloomingdale's, Comma, Fendi, Esprit, Gucci, Mango, Missoni, Moschino, Versace y Versus y ha desfilado para, entre otros, Alessandro Dell'Acqua, Anna Molinari, Balenciaga, Blumarine, Dolce & Gabbana, DKNY, Fendi, Versace, Genny, Iceberg, Jil Sander, Les Copains, Marc de Marc Jacobs, Missoni, Moschino, Narciso Rodriguez, Rifat Ozbek, Richard Tyler, Sportmax, Victor Alfaro, Versus, Isabel Marant, Miu Miu y Yohji Yamamoto. Ha aparecido en las revistas Mademoiselle, Vogue, W, ELLE, Harper's Bazaar, Marie Claire y Flare y fue portavoz de la marca CoverGirl.

## Vida personal
Tilberg está casada con Laura Wilson. La pareja tiene gemelos, un niño y una niña, llamados Bowie y Gray respectivamente, a los Tasha dio a luz a finales de 2012.